# 江户川大学
江户川大学（Edogawa daigaku）是日本千叶县流山市的一所私立大学，创建于1990年。大学简称“江户大”。 

## 历史
- 1990年 学校创立（社会学部应用社会学科、大众媒体学科）
- 1997年 社会学部增设环境情报学科
- 1999年 社会学部应用社会学科改名为人间社会学科
- 2000年 社会学部增设经营社会学科
- 2006年 开设媒体传播学部
- 2006年 社会学部人间社会学科更名为人间心理学科
- 2012年 社会学部生活设计学科更名为现代社会学科
- 2014年 媒体传播学部增设儿童交流学科

## 学部
- 社会学部
- 媒体传播学部

## 知名校友
- 保岡龍斗
- 丸山夏鈴